# Boršegrýn
Boršengrýn (též Boršegrýn) je zaniklý hrad na ostrožně nad Kynžvartským potokem u vesnice Úbočí nedaleko Lázní Kynžvart v okrese Cheb. Pozůstatky hradu jsou chráněny jako kulturní památka.

## Historie
Hradu předcházela tvrz zvaná Amonsgrýn založená pravděpodobně po roce 1347 bratry Engelhartem a Albertem z Kynžvartu. Nahradila hrad Kynžvart, který v roce 1347 dobylo vojsko krále Karla IV., protože z něj bratři podnikali loupeživé výpady. Bratři nejprve uprchli do Bavorska, ale po čase se vrátili do Čech. Karel IV. jim obnovu Kynžvartu zakázal, ale okolní krajinu jim udělil jako léno, jehož centrem se stal Amonsgrýn. V roce 1360 se vlastníkem kynžvartského panství včetně Úbočí stal Albert Nofhaft, jehož synové je roku 1373 prodali Borešovi z Rýzmburka.

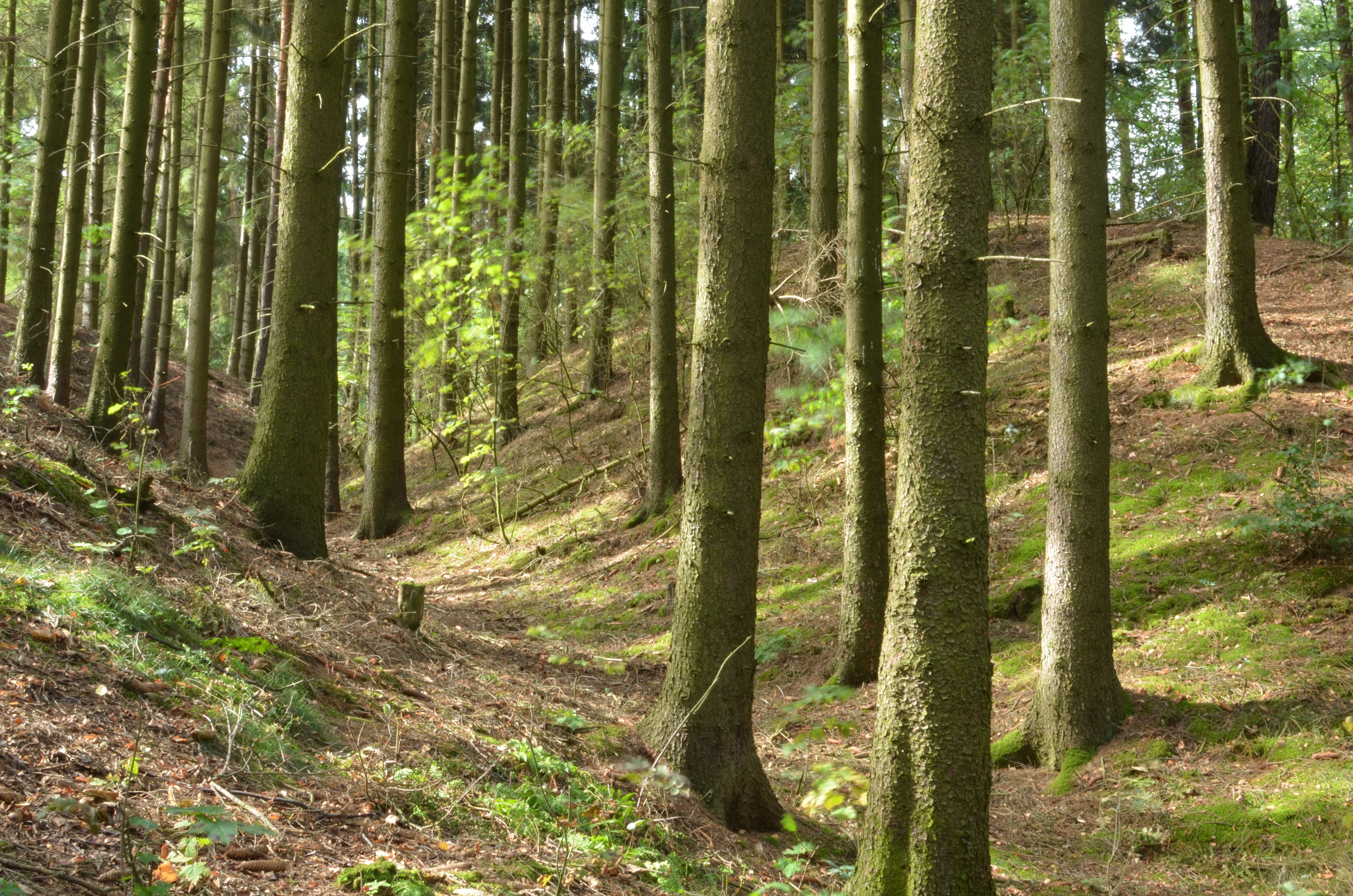
Příkop na jižní straně hradu

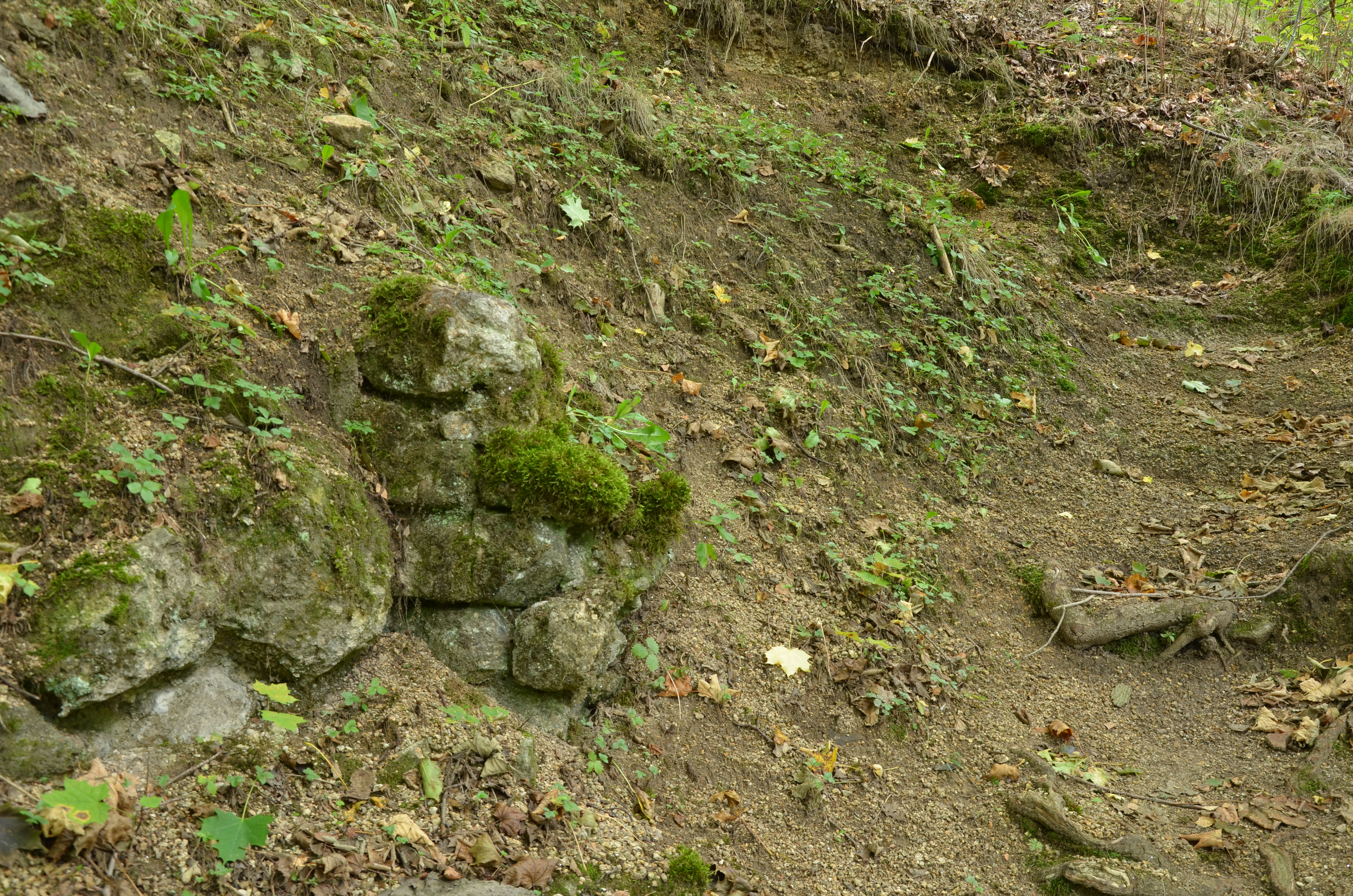
Fragment zdiva ve svahu pod hradním jádrem

Nový majitel si se souhlasem Karla IV. na místě tvrze nechal postavit hrad Borschengrün (tj. Borešova louka). Nový hrad byl dokončen do roku 1380. Boreš mladší z Rýzmburka panství roku 1392 prodal Zikmundu Hulerovi, který je o tři roky později vyměnil s Hynkem Pluhem z Rabštejna za Orlík. Hynek patřil mezi oblíbence krále Václava IV., který mu roku 1398 povolil Kynžvart obnovit. Od té doby Boršengrýn ztratil význam a byl pronajímán jako manství. Mezi jeho držitele patřili Mikuláš Fras (1426–1437), rytíř Valdenroder a Bedřich z Failče (před rokem 1450). V roce 1452 Kynžvart patřil Jindřichovi II. z Plavna, který v té době válčil s Chebem, a na Boršengrýn proto dosadil svého hejtmana Hanuše Edlmana. Během bojů byl Boršengrýn ještě téhož roku po týdenním obléhání a ostřelování děly dobyt a pobořen.

## Stavební podoba

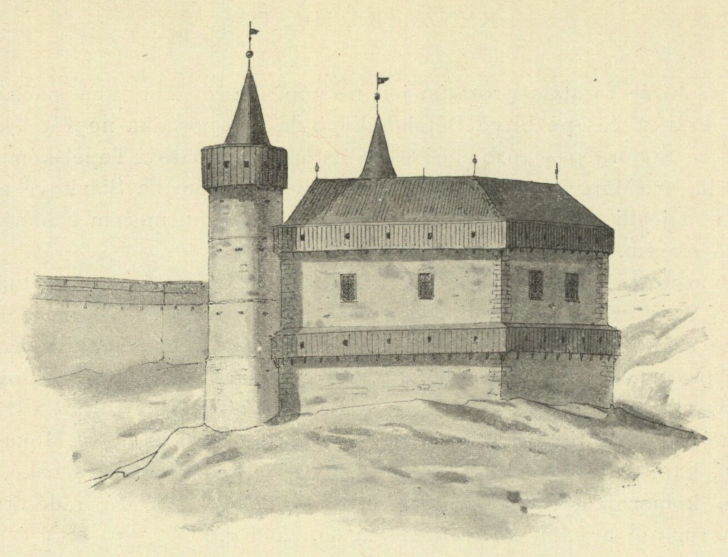
Hypotetická podoba hradu ve 14. a 15. století publikovaná Augustem Sedláčkem roku 1905

Hradní dispozice měla dvě části, které dnes odděluje silnice vedená po dně bývalého šíjového příkopu, který odděloval předhradí od hradního jádra. Předhradí z jihu chránil val s příkopem a další val se dochoval na východní straně. Za opevněním stála rozsáhlá a složitá zástavba. Vlastní jádro za šíjovým příkopem mělo přibližně trojúhelníkový půdorys obehnaný hradbou, za kterou stál mohutný donjon a další zástavba lehčího charakteru.
Podle kresby ruiny hradu z roku 1683 namaloval August Sedláček rekonstrukci hradu. Je zajímavé, že asi sto let po zničení hradu se v literatuře uvádí, že jeho ruiny nelze lokalizovat a jeho poloha se vytratila z podvědomí obyvatel. Přitom trosky hradu stály až do roku 1846, kdy byly použity zbytky zdiva na stavbu hospodářského dvora pod hradem, v jeho bezprostřední blízkosti. Archeologickým průzkumem prováděným chebským muzeem v letech 1980–1982 byly sondami ověřeny základy věže, která měla rozměr deset krát deset metrů a tloušťku stěn dva metry. Existence bočních věží zakreslené Augustem Sedláčkem se nepotvrdila. Bezpečnost hradu kromě obvodové zdi zajišťoval ještě rybník na západní straně a ve skále na jižní straně vytesaný příkop.

## Přístup
Přímo přes místo, kde stával hrad, vede silnice, která spojuje Úbočí s Dolním Žandovem, a modře značená turistická trasa z Podlesí směrem do Dolního Žandova, která kopíruje průběh silnice.